# ممشى (والكواي)

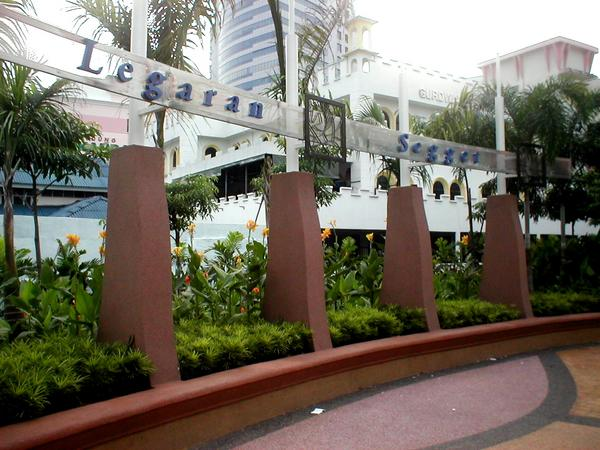
الممشى ليجران سيجيت في جوهور باهرو، ماليزيا.

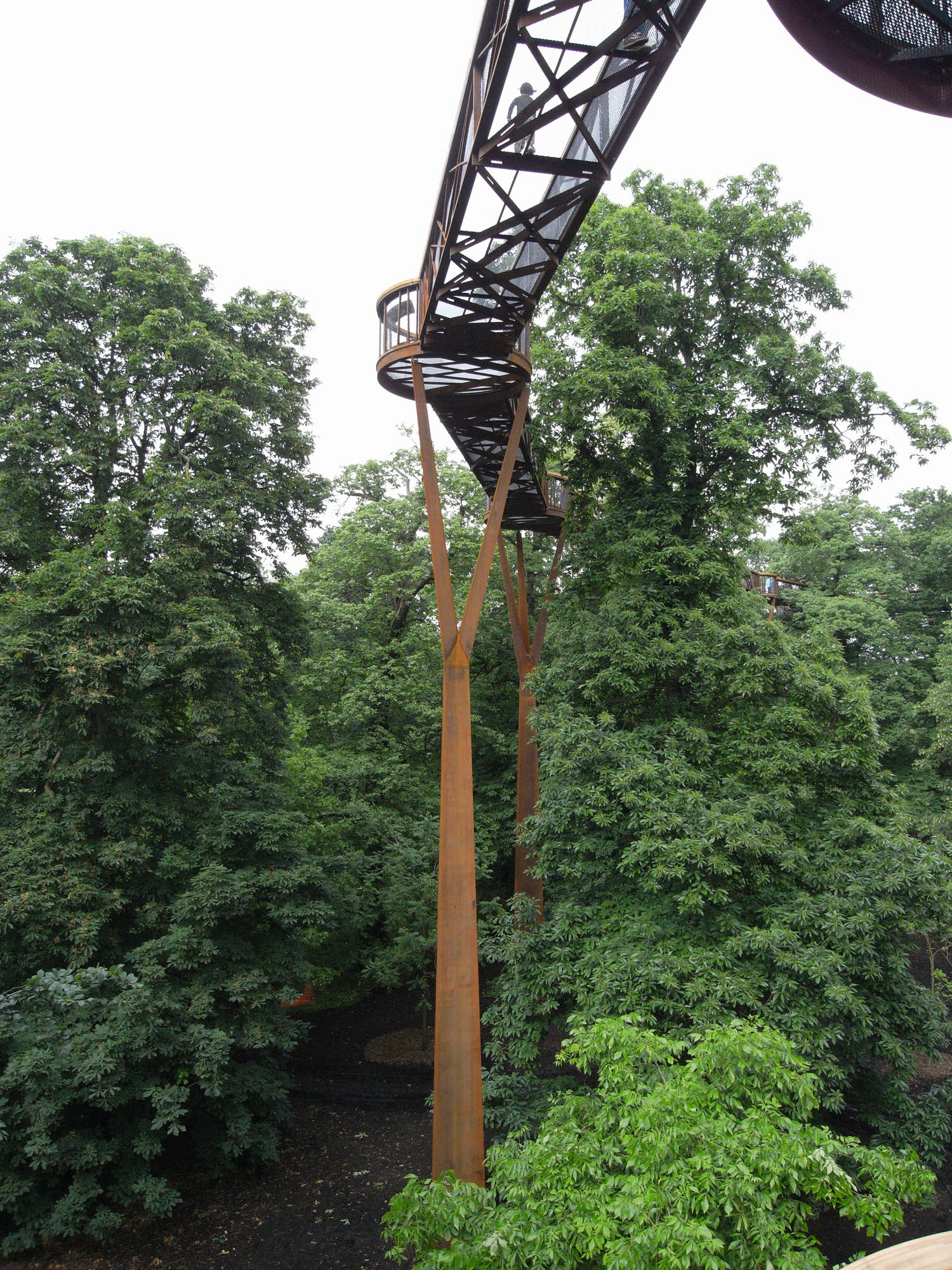
ممر المظلة في الحدائق النباتية الملكية، كيو، لندن، إنجلترا.

والكواي في اللغة الإنجليزية الأمريكية، عبارة عن مصطلح مركب أو شامل لجميع الأسطح أو الهياكل الهندسية التي تدعم استخدام الممرات.
يعرّف قاموس أوكسفورد الأمريكي الجديد الوالكواي بأنه «ممر أو مسار للمشي على طول الممر، لعرض خاص: ممر مرتفع يربط بين أقسام مختلفة من مبنى أو مسار واسع في منتزه أو حديقة.» تُستخدم الكلمة لوصف مسار المشاة في نيوزيلندا، حيث «تختلف المماشي اختلافًا كبيرًا في الطبيعة، من نزهة قصيرة في المدن، إلى مواقع ساحلية معتدلة، إلى تحدي الصعود في [الجبال المرتفعة] في البلد المرتفع [الجبال]». بالمثل في سانت جونز بنيوفاوندلاند الكندية، يُعتبر «جراند كونكورس»، نظامًا متكاملًا للمماشي يمتد لأكثر من 160 كيلومتر (99 ميل) من المماشي، التي تربط كل حديقة رئيسة ونهر وبركة ومساحة خضراء في ست بلديات.

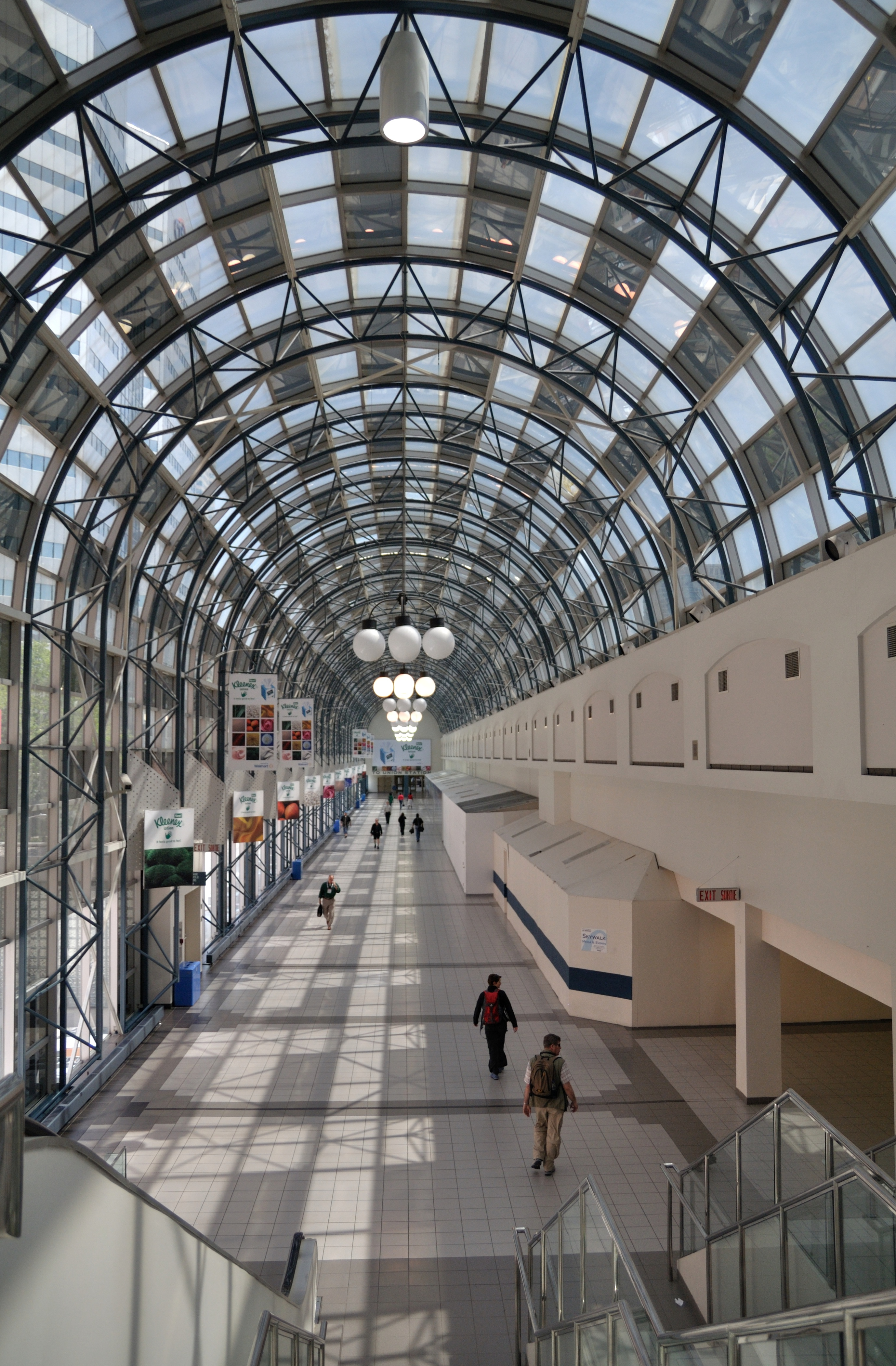
سكاي ووك، رواق رئيسي، ناحية الشرق، محطة الاتحاد، تورنتو، أونتاريو، كندا

في تورونتو بأونتاريو الكندية، يتواجد سكاي ووك، وهو ممر مغلق بطول حوالي 500 متر يربط محطة الاتحاد ببرج سي إن ومركز روجرز (سكاي دوم). وهو جزء من شبكة باث. يمر فوق شارع يورك 'مترو الأنفاق' ونفق شارع سيمكو.افتتح في عام 1989 وبني لتقليل الحاجة إلى أماكن إضافية لوقوف السيارات بالقرب من استاد سكاي دوم من خلال توفير رابط نقل مباشر إلى قطارات الأنفاق وقطارات غو. باث عبارة عن 29 كيلومتر (18 ميل) من شبكة من أنفاق المشاة أسفل أبراج المكاتب في وسط مدينة تورونتو، وأكبر مجمع للتسوق تحت الأرض في العالم.
في اللغة الإنجليزية البريطانية، يشير مصطلح والكواي بشكل أكثر تحديدًا إلى ممشى مغطى أو مرفوع في مبنى، يربط عادة مبان منفصلة.